# Зелёный фургон (фильм, 1959)
«Зелёный фургон» — художественный фильм режиссёра Генриха Габая по одноимённой повести А. Козачинского, снятый в 1959 году на Одесской киностудии. В 1983 году также на Одесской киностудии была снята вторая экранизация повести.

## Сюжет
Действие фильма происходит в 1920 году. После частой смены власти в Одессу наконец прибыла Красная Армия. У новой крестьянской милиции опыта в работе не было. Поэтому в её рядах присутствовали граждане, чаще всего, неумелые и случайные, среди которых и молодой гимназист Володя Козаченко, парень из интеллигентной семьи, горящий жгучим желанием оказать помощь Советской власти.

## В ролях
| Актёр                                | Роль                                                    |
| ------------------------------------ | ------------------------------------------------------- |
| Владимир Колокольцев                 | милиционер Володя Козаченко главный герой               |
| Николай Волков                       | отец Володи                                             |
| Виктор Мизиненко                     | Виктор Прокофьевич Шестаков                             |
| Юрий Тимошенко                       | сельский милиционер Грищенко                            |
| Ольга Лысенко                        | Маруся Цымбалюк                                         |
| Василий Векшин                       | преступник «Красавчик» главный антагонист               |
| Виктор Шугаев                        | Червень                                                 |
| Дмитрий Милютенко                    | дед Тарас                                               |
| Роман Филиппов                       | вор-медвежатник Федька Бык                              |
| Константин Кульчицкий                | хозяин фургона                                          |
| Вадим Захарченко                     | Горобчик                                                |
| Александр Луценко                    | Иван Николаевич бывший начальник Севериновского розыска |
| Маргарита Пресич (нет в титрах)      | эпизод                                                  |
| Александр Толстых (нет в титрах)     | эпизод                                                  |
| Екатерина Загорянская (нет в титрах) | эпизод                                                  |

## Съёмочная группа
- Автор сценария — Григорий Колтунов
- Режиссёр-постановщик — Генрих Габай
- Оператор-постановщик — Радомир Василевский
- Композитор — Борис Карамышев, Игорь Якушенко

## Отличия от книги
Сюжет фильма имеет серьёзные расхождения с повестью:
- Начальником отделения милиции в фильме является Шестаков, а не Володя.
- Фамилия Володи в фильме — Козаченко (почти точная копия фамилии автора), а не Патрикеев. Закадровый текст читается от его имени. Это не оставляет у незнакомого с текстом зрителя сомнений, что прототип Володи — автор повести Александр Козачинский, что резко противоречит тексту. В действительности автобиографический персонаж — Красавчик, он же выступает (как выясняется в финале повести) в роли рассказчика.
- Значительную роль играет сестра Красавчика Маруся, не фигурирующая в книге.
- Поменяны местами футбольные амплуа Володи и Красавчика. Говорится, что Володя был голкипером, а Красавчик — форвардом по прозвищу «Серёжка, пробей ворота». Из этого следует, что имя Красавчика — Сергей Цымбалюк, тогда как по книге — Владимир Бойченко.
- Отсутствует пролог/эпилог с отдыхающими в санатории повзрослевшими Володей и Красавчиком. Однако добавлен свой эпилог, как Красавчик стал стоматологом.

## Оценки фильма
Киновед Александр Фёдоров написал, что «в „Зелёном фургоне“ режиссеру Генриху Габаю удалось передать своеобразие повести А. Козачинского, послужившей основой для сценария: сочно вылепленные характеры, грустноватый юмор, эксцентричность».